# Làng Vũ Đại ngày ấy
Làng Vũ Đại ngày ấy là một bộ phim nổi tiếng được xếp vào hàng những tác phẩm kinh điển của nền điện ảnh Việt Nam thế kỷ XX. Phim được sản xuất năm 1982 bởi đạo diễn, NSND Phạm Văn Khoa. Cùng với phim Chị Dậu (1980) cũng được đạo diễn bởi NSND Phạm Văn Khoa thì Làng Vũ Đại ngày ấy được đánh giá là 2 trong số ít các tác phẩm điện ảnh Việt Nam đạt được thành công lớn về nhiều mặt khi khắc họa cuộc sống nông thôn cũng như nhiều tầng lớp khác nhau trong xã hội thực dân nửa phong kiến của Việt Nam trước Cách mạng Tháng tám (1945). Phim Làng Vũ Đại ngày ấy dù là một tác phẩm điện ảnh chuyển thể từ các tác phẩm văn học vốn đã nổi tiếng trước đó của nhà văn Nam Cao (gồm Sống mòn, Chí Phèo và Lão Hạc) nhưng đạo diễn Phạm Văn Khoa vẫn cho thấy cá tính sáng tạo và đột phá trong nghệ thuật dựng phim của ông.

## Kịch bản
NSND Đạo diễn Phạm Văn Khoa để cho một nhân vật của mình, một trí thức nông thôn – giáo Thứ (diễn viên Hữu Mười thủ vai) – đóng vai trò như một chứng nhân lịch sử của chính ngôi làng đã sinh đẻ ra mình để thấy hết những bi kịch xóm làng, gia đình diễn ra hàng ngày, cảm nhận đến tận cùng những nỗi đau giữa trần thế, những bi kịch cá nhân như Lão Hạc (nhà văn Kim Lân vào vai), sống trong quằn quại, cô độc và tuyệt vọng, sớm chiều chỉ có con Vàng làm bạn, chết dần chết mòn trong túp lều tranh; để thấy một Thị Nở (diễn viên Đức Lưu) và Chí Phèo (diễn viên Bùi Cường) với mối tình ngang trái; một giáo Thứ sống mòn sau lũy tre làng; và để thấy một Bá Kiến giàu có, lộng hành nham hiểm và độc ác ức hiếp dân lành. Và chính cái xã hội ấy đã dồn nén, đùn đẩy con người đến tận cùng để nảy nòi ra một Chí Phèo lưu manh mang trong người tất cả những bệnh hoạn xấu xa nhất của xã hội phong kiến thối nát ở nông thôn Việt Nam trong nửa đầu thế kỷ XX. Ca nương Quách Thị Hồ cũng được Phạm Văn Khoa mời vào một vai đặc biệt của phim, đó là mẹ của giáo Thứ.

## Vai diễn
- Hữu Mười trong vai giáo Thứ
- Bùi Cường trong vai Chí Phèo
- Đức Lưu trong vai Thị Nở
- Kim Lân trong vai Lão Hạc
- Thanh Hiền trong vai Vợ giáo Thứ
- Quách Thị Hồ trong vai Mẹ giáo Thứ
- Mạnh Sinh trong vai Bá Kiến
- Mai Châu trong vai Vợ ba Bá Kiến
- Hoàng Yến trong vai Vợ cả Bá Kiến
- Đạo diễn Phạm Văn Khoa trong vai Chủ nhà xuất bản Đông Hưng
- Trúc Quỳnh trong vai Bà cô Thị Nở

## Dấu ấn
Bộ phim Làng Vũ Đại ngày ấy thể hiện cá tính sáng tạo trong cách làm phim của đạo diễn, NSND Phạm Văn Khoa khi kịch bản của phim được ông kết hợp lại từ 3 tác phẩm riêng biệt của nhà văn Nam Cao là Sống mòn, Chí Phèo và Lão Hạc. Dù là sự hòa trộn nhưng khán giả xem phim không cảm thấy một sự mâu thuẫn hay khiên cưỡng nào bởi tính chủ đề xuyên suốt cả bộ phim đã được đạo diễn Phạm Văn Khoa tôn trọng triệt để. Bộ phim được xếp vào hàng những tác phẩm kinh điển của nền điện ảnh Việt Nam thế kỷ 20. Cùng với phim Chị Dậu (1980) cũng do NSND Phạm Văn Khoa làm đạo diễn thì đây được đánh giá là 2 trong số ít các tác phẩm điện ảnh Việt Nam thực sự thành công về đề tài đời sống nông thôn cũng như nông dân Việt Nam trước Cách mạng. Hầu hết các vai diễn trong phim như giáo Thứ (diễn viên Hữu Mười), Chí Phèo (diễn viên Bùi Cường), Thị Nở (diễn viên Đức Lưu) và Lão Hạc (nhà văn Kim Lân) cho đến ngày nay vẫn để lại những ấn tượng khó phai trong ký ức của nhiều thế hệ khán giả Việt Nam.
Phim Làng Vũ Đại ngày ấy cũng cho thấy tính đột phá táo bạo của đạo diễn, NSND Phạm Văn Khoa khi ông dám thực hiện những "cảnh nóng" mà không mấy đạo diễn ở Việt Nam thực hiện ở thời điểm đầu những năm 1980 (trước Đổi Mới). Lúc bấy giờ, cảnh quay Chí Phèo vồ lấy ngực Thị Nở ở vườn chuối được xem là quá mạnh bạo (diễn viên Đức Lưu trong vai Thị Nở được diễn viên đóng thế đóng thay cảnh này). Bộ phim lúc hoàn thành phải cắt đi nhiều cảnh mà vẫn chưa được duyệt. Cuối cùng, Tổng Bí thư Đảng Cộng sản Việt Nam khi đó là Trường Chinh đích thân xem phim. Ông không cho cắt cảnh quay tại vườn chuối, vì nếu cắt đi thì không còn sức biểu cảm và tính nghệ thuật của phim. Và thế là "cảnh nóng" trong phim đã được chấp nhận.

## Giải thưởng
- Diễn viên Bùi Cường nhận Huy chương Vàng dành cho diễn viên chính xuất sắc nhất trong Liên hoan Phim Việt Nam lần thứ 6 (1983)
- Đạo diễn, NSND Phạm Văn Khoa nhận Giải thưởng Nhà nước (2007) về Văn học – Nghệ thuật dành cho bộ 3 tác phẩm điện ảnh gồm Lửa trung tuyến (1961), Chị Dậu (1980) và Làng Vũ Đại ngày ấy (1982).